# エリザベス2世による国外訪問の一覧

エリザベス2世によって訪問された国。色が濃いほど訪問回数が多いことを示す。

エリザベス2世による国外訪問の一覧（エリザベス2せいによるこくがいほうもんのいちらん）は、エリザベス2世によるイギリス国外への公式訪問 (英連邦加盟国への訪問は含まない) の一覧である。

## 概要
エリザベス2世は1952年に即位して以来、英連邦加盟国への訪問 (エリザベス2世によるイギリス連邦加盟国への訪問一覧) のみならず、多くのイギリス連邦外への公式訪問を行い、一国の元首としては歴史上最も広範囲にわたって訪問を行った人物となっている。女王が海外を訪問する時には旅券を必要としないが、これはイギリスの旅券は全て女王の名において発行されているためである。
また、エリザベス2世は複数の独立国の君主であり、これまでにカナダとイギリスの二カ国の元首として公式訪問を行っているがカナダ女王として訪問を行ったのは二度のみである。通常は適切な英連邦総督が女王を代表して訪問を行う。

## カナダ女王として訪問した国・地域
| 日付                 | 国・地域       | 訪れた都市                                     | 接遇者                                                   |
| -------------------- | -------------- | ---------------------------------------------- | -------------------------------------------------------- |
| 1957年10月17日-20日  | アメリカ合衆国 | ジェームズタウン, ワシントンD.C., ニューヨーク | アイゼンハワー大統領                                     |
| 1959年6月27日,7月6日 | アメリカ合衆国 | マッセナ, シカゴ                               | ニクソン副大統領, ウィリアム・ストラットンイリノイ州知事 |

## 英国女王として訪問した国・地域
| 日付                   | 国・地域                                | 訪問した都市 | 接遇者                                                  |
| ---------------------- | --------------------------------------- | --- | ------------------------------------------------------- |
| 1953年11月29日         | パナマ運河地帯 (立寄のみ、非国賓待遇)   | コロン | ジョン・ステイツ・シーボルド総督                        |
| 1953年11月29日-30日    | パナマ                                  | パナマ市 | ホセ・アントニオ・レモン・カンテラ大統領                |
| 1954年5月1日           | リビア                                  | トブルク | イドリース1世                                           |
| 1955年6月24日-26日     | ノルウェー                              | オスロ | ホーコン7世                                             |
| 1956年6月8日-10日      | スウェーデン                            | ストックホルム | グスタフ6世アドルフ                                     |
| 1957年2月18日-21日     | ポルトガル                              | モンティジョ, セトゥーバル, リスボン, ケルス, カルダス・ダ・ライーニャ, ナザレ, アルコバサ, バターリャ, ヴィラ・フランカ・デ・シーラ | ロペス大統領                                            |
| 1957年4月8日-11日      | フランス                                | パリ, リール | ルネ・コティ大統領                                      |
| 1957年5月21日-23日     | デンマーク                              | コペンハーゲン | フレゼリク9世                                           |
| 1957年10月17日~20日    | アメリカ合衆国                          | ニューヨーク, ワシントンD.C., ウィリアムズバーグ | アイゼンハワー大統領                                    |
| 1958年3月25日-27日     | オランダ                                | アムステルダム, デルフト, ロッテルダム, ハーグ | ユリアナ女王                                            |
| 1961年2月26日-3月1日   | ネパール                                | カトマンズ | マヘンドラ国王                                          |
| 1961年3月2日-6日       | イラン                                  | テヘラン, エスファハーン, ペルセポリス | パフラヴィー2世                                         |
| 1961年5月2日-5日       | イタリア                                | ローマ, ナポリ, ヴェネツィア, フィレンツェ, トリノ | グロンキ大統領                                          |
| 1961年5月5日           | バチカン                                | | ヨハネ23世                                              |
| 1961年11月23日         | リベリア                                | モンロビア | タブマン大統領                                          |
| 1965年2月1日-8日       | エチオピア帝国                          | アディスアベバ, アスマラ, ゴンダール | ハイレ・セラシエ1世                                     |
| 1965年2月8日-12日      | スーダン                                | ハルツーム, オベイド | アッ＝ティジャーニー・アル＝マーヒー大統領              |
| 1965年5月18日-28日     | 西ドイツ                                | ボン, ケーニヒスヴィンター, コブレンツ, カウプ, ヴィースバーデン, ミュンヘン, シュトゥットガルト, マールバッハ・アム・ネッカー, シュヴェービッシュ・ハル, ケルン, デュッセルドルフ, デュースブルク, ゾースト, ギュータースロー, ハノーファー, ハンブルク | リュプケ大統領                                          |
| 1965年5月27日          | 西ベルリン                              | 西ベルリン | ブラント市長                                            |
| 1966年5月9日-13日      | ベルギー                                | ブリュッセル, アントウェルペン | ボードゥアン1世                                         |
| 1968年11月5日-11日     | ブラジル                                | レシフェ, サルヴァドール, ブラジリア, サンパウロ, リオデジャネイロ | アルトゥール・ダ・ コスタ・エ・シルヴァ大統領           |
| 1968年11月11日-18日    | チリ                                    | サンティアゴ, バルパライソ, プコン | モンタルバ大統領                                        |
| 1969年5月5日-10日      | オーストリア                            | ウィーン, ザルツブルク, インスブルック | フランツ・ヨナス大統領                                  |
| 1971年10月18日-25日    | トルコ                                  | アンカラ, イズミル, イスタンブール, クシャダス, エフェソス, ガリポリ半島 | スナイ大統領                                            |
| 1972年2月10日-15日     | タイ王国                                | バンコク | ラーマ9世                                               |
| 1972年3月13日-14日     | モルディブ                              | マレ, ガン空軍基地 | ナシル大統領                                            |
| 1972年5月15日-19日     | フランス                                | パリ | ポンピドゥー大統領                                      |
| 1972年10月17日-21日    | ユーゴスラビア                          | ベオグラード, ドゥブロヴニク, ザグレブ | チトー大統領                                            |
| 1974年3月15日-22日     | インドネシア                            | バリ州, ジャカルタ | スハルト大統領                                          |
| 1975年2月24日-3月1日   | メキシコ                                | メキシコシティ, コスメル, オアハカ州, グアナフアト, メリダ, ティシミン, ベラクルス州 | エチェベリア大統領                                      |
| 1975年5月7日-12日      | 日本国                                  | 東京, 大阪, 京都, 伊勢 | 昭和天皇                                                |
| 1976年5月25日-28日     | フィンランド                            | ヘルシンキ, トゥルク, ユヴァスキュラ | ケッコネン大統領                                        |
| 1976年7月6日-11日      | アメリカ                                | フィラデルフィア, ワシントンD.C., ニューヨーク, ニューヘイブン, シャーロッツビル, プロビデンス, ボストン | フォード大統領                                          |
| 1976年11月8日-12日     | ルクセンブルク                          | | ジャン大公                                              |
| 1977年2月9日           | アメリカ領サモア (立寄のみ、非国賓待遇) | パゴパゴ | フランク・バーネット知事                                |
| 1978年5月22日-26日     | 西ドイツ                                | ボン, マインツ, ブレーメン, ブレーマーハーフェン, キール | シェール大統領                                          |
| 1978年5月26日          | 西ベルリン                              | 西ベルリン | ディートリヒ・シュトッベ市長                            |
| 1979年2月12日-14日     | クウェート                              | クウェート市 | ジャービル3世                                           |
| 1979年2月14日-17日     | バーレーン                              | | イーサ首長                                              |
| 1979年2月17日-20日     | サウジアラビア                          | リヤド, ダーラン | ハーリド国王                                            |
| 1979年2月21日-24日     | カタール                                | | ハリーファ首長 (後述のアラブ首長国連邦の大統領とは別人) |
| 1979年2月24日-27日     | アラブ首長国連邦                        | アブダビ市, ドバイ | ザーイド大統領                                          |
| 1979年2月28日-3月2日   | オマーン                                | マスカット, ニズワ | カーブース国王                                          |
| 1979年5月16日          | デンマーク                              | コペンハーゲン, オールボー | マルグレーテ2世                                         |
| 1980年4月29日-5月2日   | スイス                                  | チューリッヒ, バーゼル | ジョージズ・アンドレ・シェバラズ大統領                  |
| 1980年10月14日-17日    | イタリア                                | ローマ, ジェノヴァ, ナポリ, ポンペイ, パレルモ | ペルティーニ大統領                                      |
| 1980年10月17日         | バチカン                                | バチカン | ヨハネ・パウロ2世                                       |
| 1980年10月21日-23日    | チュニジア                              | チュニス, ボルジュ・エル・アムリ | ブルギーバ大統領                                        |
| 1980年10月25日-27日    | アルジェリア                            | アルジェ | シャドリ・ベンジェディード大統領                        |
| 1980年10月27日-30日    | モロッコ                                | ラバト, マラケシュ, カサブランカ | ハサン2世                                               |
| 1981年5月5日-8日       | ノルウェー                              | オスロ | オーラヴ5世                                             |
| 1983年2月17日-22日     | メキシコ                                | アカプルコ, ラサロ・カルデナス, プエルト・バヤルタ, ラパス | デ・ラ・マドリ大統領                                    |
| 1983年2月26日-3月6日   | アメリカ                                | サンディエゴ, パームスプリングス, ロスアンゼルス, シエラ・マドレ, ドゥアーテ, サンタバーバラ, サンフランシスコ, サクラメント, スタンフォード, パロアルト, ヨセミテ国立公園, ポートランド, シアトル                                                       | レーガン大統領                                          |
| 1983年5月25日-28日     | スウェーデン                            | ストックホルム, ヨーテボリ | カール16世グスタフ                                      |
| 1984年3月26日-30日     | ヨルダン                                | アンマン, ペトラ, アカバ | フセイン1世                                             |
| 1985年3月25日-29日     | ポルトガル                              | リスボン, エヴォラ, ポルト | エアネス大統領                                          |
| 1986年2月17日-21日     | ネパール                                | カトマンズ | ビレンドラ国王                                          |
| 1986年10月12日-18日    | 中華人民共和国                          | 北京, 上海, 西安, 昆明, 広州 | 李先念国家主席                                          |
| 1987年5月26日-27日     | 西ドイツ                                | | ヴァイツゼッカー大統領                                  |
| 1988年7月4日-5日       | オランダ                                | デン・ハーグ, アムステルダム | ベアトリクス女王                                        |
| 1988年10月17日-21日    | スペイン                                | マドリード, セビリア, バルセロナ, マヨルカ島 | フアン・カルロス1世                                     |
| 1990年6月25日-27日     | アイスランド                            | レイキャヴィーク | フィンボガドゥティル大統領                              |
| 1990年11月23日         | ドイツ連邦共和国                        | ボン, ヴェーツェ | ヴァイツゼッカー大統領                                  |
| 1991年5月14日-26日     | アメリカ                                | ワシントンD.C., アーリントン郡, ボルチモア, マイアミ, オースティン, サンアントニオ, ダラス, ヒューストン | ブッシュ大統領 (父)                                     |
| 1992年6月9日-12日      | フランス                                | パリ, ブロワ, ボルドー | ミッテラン大統領                                        |
| 1992年10月19日-23日    | ドイツ連邦共和国                        | ボン, ベルリン, ライプツィヒ, ドレスデン | ヴァイツゼッカー大統領                                  |
| 1993年5月4日-7日       | ハンガリー                              | ブダペスト, ケチケメート, ブガック | ゲンツ・アールパード大統領                              |
| 1993年8月7日           | ベルギー                                | ブリュッセル (ボードゥアン1世の葬儀のため) | リエージュ公アルベール                                  |
| 1994年5月6日           | フランス                                | カレー | ミッテラン大統領                                        |
| 1994年10月17日-20日    | ロシア連邦                              | モスクワ, サンクトペテルブルク | エリツィン大統領                                        |
| 1994年10月21日         | フィンランド (公式訪問、非国賓待遇)     | ヘルシンキ | アハティサーリ大統領                                    |
| 1996年3月25日-27日     | ポーランド                              | ワルシャワ, クラクフ | クファシニェフスキ大統領                                |
| 1996年3月27日-29日     | チェコ                                  | プラハ, ブルノ | ハヴェル大統領                                          |
| 1996年10月28日-11月1日 | タイ王国                                | バンコク, アユタヤ市 | ラーマ9世                                               |
| 1998年11月11日         | ベルギー                                | イーペル | アルベール2世                                           |
| 1999年4月19日-22日     | 大韓民国                                | ソウル, 安東 | 金大中大統領                                            |
| 2000年10月16日-19日    | イタリア                                | ローマ, ミラノ | チャンピ大統領                                          |
| 2000年10月17日         | バチカン                                | バチカン | ヨハネ・パウロ2世                                       |
| 2001年5月30日-6月1日   | ノルウェー                              | オスロ | ハーラル5世                                             |
| 2004年4月5日-7日       | フランス                                | パリ, トゥールーズ | シラク大統領                                            |
| 2004年11月2日          | ドイツ連邦共和国                        | ベルリン, ポツダム, デュッセルドルフ | ケーラー大統領                                          |
| 2006年10月16日-17日    | リトアニア                              | ヴィリニュス | アダムクス大統領                                        |
| 2006年10月18日-19日    | ラトビア                                | リガ | ヴィーチェ＝フレイベルガ大統領                          |
| 2006年10月19日-20日    | エストニア                              | タリン | イルヴェス大統領                                        |
| 2007年2月5日           | オランダ                                | デン・ハーグ, アムステルダム | ベアトリクス女王                                        |
| 2007年5月3日-8日       | アメリカ                                | ワシントンD.C., リッチモンド , ジェームズタウン, ウィリアムズバーグ, レキシントン, ルイビル, グリーンベルト | ブッシュ大統領 (息子)                                   |
| 2007年7月11日-12日     | ベルギー                                | ブリュッセル, イーペル, ラーケン, ワーヴル | アルベール2世                                           |
| 2008年5月13日-16日     | トルコ                                  | アンカラ, イスタンブール, ブルサ | ギュル大統領                                            |
| 2008年10月21日-22日    | スロベニア                              | リュブリャナ, クラーニ | テュルク大統領                                          |
| 2008年10月23日-24日    | スロバキア                              | ブラチスラヴァ, スターリー・スモコヴェツ, ハレビノク, ポプラト | ガシュパロヴィッチ大統領                                |
| 2010年11月24日-25日    | アラブ首長国連邦                        | アブダビ市 | ハリーファ大統領 (前述のカタール首長とは別人)           |
| 2010年11月25日-28日    | オマーン                                | マスカット | カーブース国王                                          |
| 2011年5月17日-20日     | アイルランド                            | ダブリン, キルデア, カシェル, コーク | マッカリース大統領                                      |
| 2014年4月3日           | イタリア                                | ローマ | ナポリターノ大統領                                      |
| 2014年4月3日           | バチカン                                | バチカン | フランシスコ教皇                                        |
| 2014年6月5日-7日       | フランス                                | | オランド大統領                                          |
| 2015年6月23日-26日     | ドイツ連邦共和国                        | ベルリン, フランクフルト, ツェレ | ガウク大統領                                            |